# Combustible de hidrógeno
El combustible de hidrógeno es un combustible de emisión cero que usa celdas electroquímicas o la combustión en motores internos, para propulsar vehículos y dispositivos eléctricos. También es usado en la propulsión de naves espaciales y potencialmente puede ser producido en masa y comercializado para su uso en vehículos terrestres de pasajeros y aeronaves.
El hidrógeno está ubicado en el primer grupo y el primer período de la tabla periódica, es el primer elemento de la tabla periódica, convirtiéndolo en el elemento más liviano en el universo. El hidrógeno no es ni un metal ni un no metal pero aún es considerado un no metal. Actúa como un metal cuando es comprimido a altas densidades.
Dado que el gas de hidrógeno es tan ligero, se eleva en la atmósfera y por lo tanto raramente es encontrado en su forma pura, H2. En una llama de gas de hidrógeno puro, quemándose en el aire, el hidrógeno (H2) reacciona con el oxígeno (O2) para formar agua (H2O) y liberar calor.
2H2(g) + O2(g) → 2H2O(g)
Si se produce en el aire atmosférico en vez de oxígeno puro (como normalmente es el caso), la combustión del hidrógeno puede producir pequeñas cantidades de óxido de nitrógeno, junto con el vapor de agua.

El calor de la combustión le permite al hidrógeno actuar como combustible. Sin embargo, el hidrógeno es un vector energético, como la electricidad, no un recurso de energía. Las empresas de energía primero deben producir el gas de hidrógeno y esa producción induce impactos ambientales. La producción de hidrógeno siempre requiere más energía que la que puede ser recuperada del gas como un combustible en forma posterior. Esta es una limitación de la ley física de la conservación de la energía.

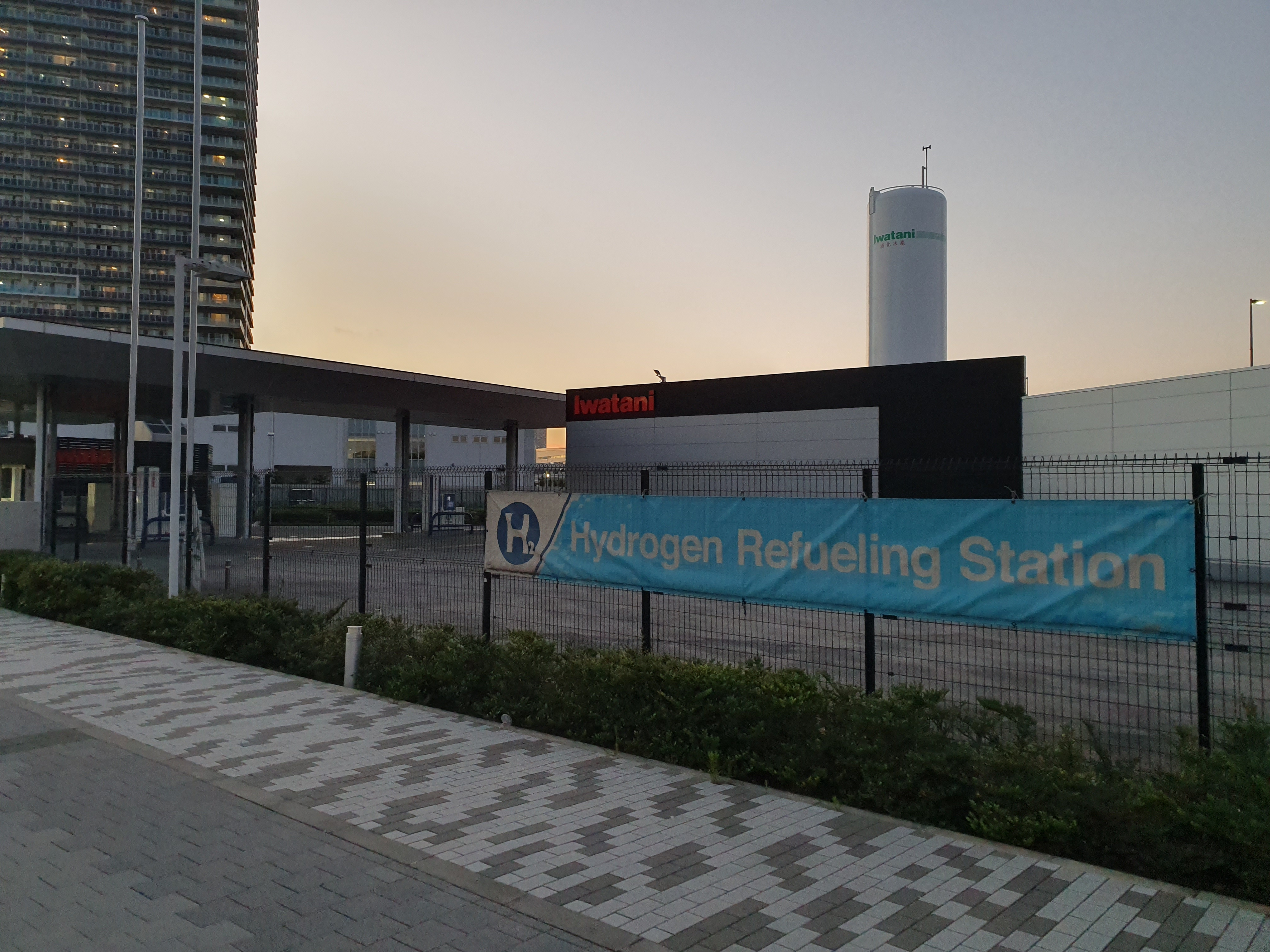
Estación de recarga de hidrógeno de la empresa japonesa Iwatani en Ariake, Tokio.

## Producción
Debido a que el hidrógeno puro no ocurre naturalmente, se requieren substanciales cantidades de energía para su producción industrial. Existen diferentes formas de producirlo, tal como la electrólisis y el proceso de reformación vapor-metano. En la electrólisis, se conduce electricidad a través del agua para separar los átomos de hidrógeno de los átomos de oxígeno. Este método puede utilizar diferentes fuentes de energía tales como la eólica, solar, geotermal, hidráulica, combustibles fósiles, biomasa y muchas otras. Obtener hidrógeno por este proceso está siendo estudiado como una forma viable de producirlo domésticamente a bajo costo. La reformación vapor-metano, la actual tecnología líder para producir hidrógeno en grandes cantidades, extrae el hidrógeno del metano. Sin embargo, esta reacción causa una producción colateral de dióxido de carbono y de monóxido de carbono, que son gases de efecto invernadero y que contribuyen al calentamiento global.

## Energía
Una vez fabricado, el hidrógeno es un vector energético (almacena la energía generada primero por otros medios). La energía puede ser entregada a células de combustible y generar electricidad y calor, o ser quemado para hacer funcionar a un motor de combustión. En cada caso el hidrógeno es combinado con oxígeno para formar agua. El calor de una llama de hidrógeno es un emisor radiante de las nuevas moléculas de agua recién formadas. Las moléculas de agua están en un estado excitado en el momento de la formación inicial y luego transitan a un estado fundamental; la transición libera radiación térmica. Cuando es quemado en el aire, la temperatura es de aproximadamente 2000 °C. Históricamente, el carbón ha sido literalmente el portador de hidrógeno ya que más hidrógeno se almacena en los combustibles fósiles que en la misma cantidad de hidrógeno puro. Los átomos de carbón tienen clásicas capacidades de almacenamiento y también agregan más energía de salida cuando se queman con hidrógeno. Sin embargo, la combustión de combustibles basados en el carbón y la liberación de sus productos ha producido calentamiento global debido al efecto de invernadero de los gases resultantes. El hidrógeno puro es el elemento más pequeño y algo de este inevitablemente escapará de cualquier contenedor o tubería conocidos en cantidades micrométricas, aunque la ventilación simple podría prevenir tales fugas de alcanzar la volátil mezcla de 4% hidrógeno-aire. En tanto el producto esté en un estado gaseoso o líquido, las tuberías son una forma clásica y muy eficiente de transporte. Sin embargo, el hidrógeno puro causa que los metales se vuelvan quebradizos, es por eso que las tuberías de metal podrían requerir un poco más de mantenimiento en el largo plazo.
Potencialmente, existe abundante energía eólica como para abastecer toda la demanda mundial de electricidad. Una vez que se paga el costo de construcción de un molino de viento, el costo de mantención es muy pequeño y la energía es prácticamente gratis. Aunque la electricidad pueden ser transmitada por largas distancias, grandes cantidades de electricidad no pueden ser almacenadas y esta debe ser generada en la medida de que es necesaria; esto requiere una compleja red de distribución y procesos de administración. Este punto es donde el hidrógeno puede actuar como un buen medio de transporte. Con la electrólisis, la electricidad puede afectar la extracción de hidrógeno y oxígeno del agua con poca pérdida de energía en el proceso. Luego el hidrógeno puede ser transportado por largas distancias por medio de una red apropiada de tuberías y reconvertido en electricidad posteriormente. Una mayor cantidad de hidrógeno puede ser enviada mientras se encuentra enlazado a moléculas de carbón en la forma de combustible fósil, evitando así las micro fugas y el debilitamiento del metal de la tuberías.

## Usos
El combustible de hidrógeno puede proporcionar la fuerza motriz para automóviles, embarcaciones y aeronaves, aplicaciones de celdas de combustible estacionarias o portátiles, que pueden alimentar un motor eléctrico.
Con respecto a la seguridad en relación con explosiones accidentales, el combustible de hidrógeno usado en vehículos automotores es al menos tan seguro como la gasolina.